# 2139 Makharadze
A 2139 Makharadze (ideiglenes jelöléssel 1970 MC) a Naprendszer kisbolygóövében található aszteroida. Tamara Mihajlovna Szmirnova fedezte fel 1970. június 30-án. Filipe Maharadze grúz származású bolsevik forradalmárról nevezték el.